# Han G. Hoekstra
Hendricus Gerard Hoekstra (Den Haag, 4 september 1906 - Amsterdam, 15 april 1988), bekend als Han G. Hoekstra, was een Nederlands dichter, journalist en redacteur die ook veel gedichten voor kinderen schreef. Kort na de oorlog was hij een van de vernieuwers van de Nederlandse jeugdliteratuur.
Hoekstra groeide op in Den Haag, als enig kind van een beeldhouwer en een naaister / coupeuse, en volgde op de Kweekschool aldaar de opleiding tot onderwijzer. Na zijn afstuderen ging hij werken als journalist (aanvankelijk bij De Nieuwsbron) en redacteur van Sport in Beeld / De Revue der Sporten alsook van twee literaire tijdschriften (Den Gulden Winckel en Criterium). Hoekstra's eerste dichtbundel, Dubbelspoor, verscheen in 1933; zijn tweede, Het ongerijmde leven, in 1940. Zijn gedicht 'De ceder' werd opgenomen in het boekenweekgeschenk van 1941, waarvan de meeste exemplaren vrijwel meteen in beslag werden genomen door de bezetter. (Na de oorlog zou het alsnog verschijnen, in Hoekstra's derde dichtbundel, Panopticum.) Doordat Hoekstra weigerde zich aan te sluiten bij de nationaalsocialistische Kultuurkamer kon hij vanaf 1942 geen literair werk meer publiceren. In 1942 gaf hij zijn redacteurschap van Criterium op en raakte hij betrokken bij het kunstenaarsverzet. Hij verzamelde geuzenliederen en op clandestiene literaire avondjes, her en der in Nederland, hield hij lezingen over zijn vriend Jan Campert, die was omgebracht in Neuengamme. Na de bevrijding zou deze hommage worden uitgeven als een essay, Over Jan Campert. In 1943, toen hij veelal gescheiden van zijn vrouw en kinderen leefde, begon Hoekstra met het schrijven van kinderpoëzie. Het verhaal wil dat hij dit deed op voorstel van zijn toen achtjarige dochter Annebetje. Zij en haar broertje Joost Alexander figureren in enkele van deze gedichten, die in 1947 (met illustraties van Fiep Westendorp) werden uitgegeven onder de titel Het verloren schaap. In hun biografie van Hoekstra wijzen Joke Linders en Janneke van der Veer erop dat Hoekstra daarmee een voorloper was van zijn (latere) collega Annie M.G. Schmidt, die pas drie jaar later haar Fluitketeltje publiceerde. 'Hoekstra was de eerste die "stoute kinderen" opvoerde en hoogwaardigheidsbekleders in hun hemd zette.'
Van 1945 tot 1971 werkte Hoekstra bij dagblad Het Parool. In die hoedanigheid deed hij verslag van, bijvoorbeeld, de processen van Neurenberg maar ook besprak hij films, het Polygoonjournaal en (later) televisie. 'En in de krant die avond stond, wat Han G. Hoekstra ervan vond,' schreef Annie M.G. Schmidt eens in een gelegenheidsgedicht. Samen met Schmidt, Simon Carmiggelt en (andere) Parool-collega's maakte Hoekstra deel uit van het journalistencabaret De Inktvis, waarbij hij vooral optrad als spreekstalmeester.
Hoekstra was bevriend met Geert Lubberhuizen, oprichter van uitgeverij De Bezige Bij. Deze vroeg hem en Schmidt deeltjes van de uit Amerika afkomstige kinderserie de Gouden Boekjes te vertalen en bewerken. Van Hoekstra's hand zijn onder meer Bij Kiki thuis, Plofje de olifant, Konijntje Woelwater, Het eigenwijze eendje, De hondenmatroos, Ik hou zo van..., De kladderkatjes, Juffrouw Hippelstik reist naar Mars en Drie verhalen voor bedtijd. 
Ook schreef hij zelf een paar deeltjes, toen er in de serie ruimte kwam voor oorspronkelijk Nederlands werk.
In 1972, kort na zijn afscheid van Het Parool, ontving Hoekstra de Constantijn Huygensprijs voor zijn gehele oeuvre. Toen al was hij als dichter overschaduwd door de Vijftigers -- en volgende generaties -- en als schrijver van kinderpoëzie door Annie M.G. Schmidt.
Hoekstra's gedicht "De Ceder" ('Ik heb een ceder in mijn tuin geplant...') was het lievelingsgedicht van Joop den Uyl.. Uitgeverij Meulenhoff vernoemde er een reeks naar, en Gerrit Komrij nam het (samen met drie andere van Hoekstra's gedichten) op in zijn bloemlezing van 19e en 20e-eeuwse Nederlandse poëzie.
Hoekstra trouwde vier keer, en kreeg vier kinderen. Elk van deze huwelijken werd door scheiding ontbonden. 'Vrouwen hebben in mijn leven een grote rol gespeeld,' constateerde hij op latere leeftijd, 'Mannen vrijwel geen enkele.'

## Prijzen
- 1956 - Prijs van de Stichting Kunstenaarsverzet 1942-1945 voor zijn jeugdliteratuur
- 1972 - Constantijn Huygens-prijs voor zijn gehele oeuvre
- 1985 - Jacobson-prijs